# Empecamenta microphylla
Empecamenta microphylla är en skalbaggsart som beskrevs av Moser 1917. Empecamenta microphylla ingår i släktet Empecamenta och familjen Melolonthidae. Inga underarter finns listade i Catalogue of Life.